# Dorotów (województwo łódzkie)
Dorotów – wieś w Polsce położona w województwie łódzkim, w powiecie piotrkowskim, w gminie Sulejów, w pobliżu trasy drogi wojewódzkiej nr 742.
W latach 1975–1998 miejscowość należała administracyjnie do województwa piotrkowskiego.